# Cmentarz wojenny nr 243 – Jastrząbka Stara
Cmentarz wojenny nr 243 w Starej Jastrząbce – zabytkowy cmentarz z I wojny światowej.
Zaprojektowany przez Gustava Rossmanna. W centrum znajduje się betonowy postument z drewnianym krzyżem. Pochowano tu dziewięciu żołnierzy austro-węgierskich i rosyjskich.